# 한규종
한규종(1987년 11월 4일 ~)은 대한민국의 전직 스타크래프트 II 프로게이머 출신 프로게임단 코치이다. 길드는 Op ClaNWHITE-이며 Clide[WHITE]라는 아이디를 사용하며, 종족은 테란이다.
MBC게임 히어로 소속의 프로게이머와 코치 경력을 지녔다.
2012년 7월부터 2013년 10월까지 KT 롤스터의 스타2 전담코치직을 맡았다.

## 역사

#### 스타크래프트
2007년 상반기 드래프트에서 MBC게임 히어로의 4차 지명으로 입단하였다.
2009년 12월 프로리그 코치로 등록되어 은퇴가 공시되었다.

#### 스타크래프트 II
MBC게임에서 은퇴 이후 스타크래프트 II 게이머로 복귀하였다.
2011년 1월부터 2011년 12월까지 TSL에서 활동하였고 2011년 12월 TSL에서 합의탈퇴 후 SlayerS로 이적하였다.
2012년 7월 스타크래프트 II 프로게이머를 은퇴하고 KT 롤스터의 코치로 선임되었다. 선수 시절 우승은 못했으나, 상당히 안정된 경기 실력과 기록을 보유하고 있다.

## 수상 경력

### 선수 경력

#### 스타크래프트
- 2007년 3월 제2회 KeSPA Cup 아마추어 입상

#### 스타크래프트 II
- 2010년 TG삼보-인텔 STARCRAFT II OPEN Season 1 16강
- 2010년 Sony Ericsson STARCRAFT II OPEN Season 2 64강
- 2010년 Sony Ericsson STARCRAFT II OPEN Season 3 64강
- 2011년 Sony Ericsson STARCRAFT II GSL TOUR Jan Code-S 16강
- 2011년 2세대 인텔® 코어™ GSL Mar. Code-S 16강
- 2011년LG 시네마 3D GSL May. 코드 S 16강.
- 2011년LG 시네마 3D 슈퍼 토너먼트 32강.
- 2011년펩시 GSL July. 코드S 16강.
- 2011년펩시 GSL Aug. 32강.
- 2011년소니 에릭슨 GSL Oct. 코드S 8강
- 2011년소니 에릭슨 GSL Nov. 코드A 24강

### 코치 경력
- 2013년 SK플래닛 스타크래프트 II 프로리그 12-13 3위